# 紀元前98年
紀元前98年（きげんぜん98ねん）は、ローマ暦の年である。

## 他の紀年法
- 干支 : 癸未
- 日本
  - 開化天皇60年
  - 皇紀563年
- 中国
  - 前漢 : 天漢3年
- 朝鮮
  - 檀紀2236年
- 仏滅紀元 : 447年
- ユダヤ暦 : 3663年 - 3664年

## できごと

### ローマ
- 執政官：クィントゥス・カエキリウス・メテッルス・ネポスとティトゥス・ディディウス
- 元老院は、人身御供を禁じる決議を採択した。
- 元老院は、乗合馬車の料金を禁じるLex Caecilia Didia法を成立した。

## 誕生
- ニギディウス・フィグルス、ローマの哲学者（+ 紀元前45年）

## 死去
- 開化天皇、第9代天皇（* 紀元前208年）